# Cordiera longicaudata
Cordiera longicaudata är en måreväxtart som beskrevs av Claes Håkan Persson och Piero G. Delprete. Cordiera longicaudata ingår i släktet Cordiera och familjen måreväxter. Inga underarter finns listade i Catalogue of Life.